# Deutsche Kriegsgräberstätte Prilep
Die Deutsche Kriegsgräberstätte Prilep liegt in der Stadt Prilep in Nordmazedonien auf einer Anhöhe am Rande des städtischen Friedhofs Prilep. Sie ist ein Sammelfriedhof für die im Ersten Weltkrieg und im Zweiten Weltkrieg in Mazedonien gefallenen deutschen Soldaten. Hier sind auch 60 bulgarische Kriegstote und ungarische Soldaten beigesetzt.

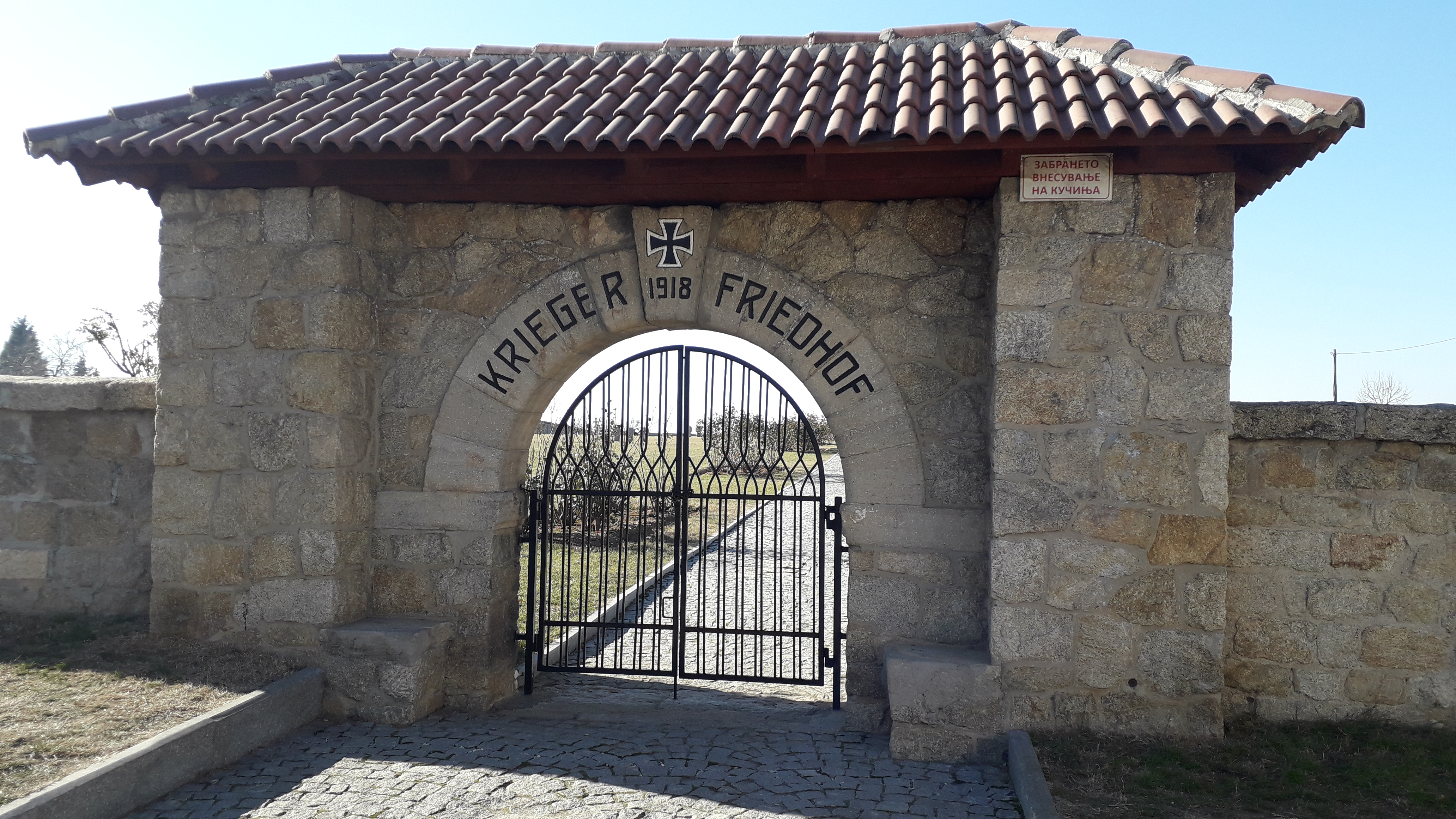
Eingang zur Friedhofsanlage

## Friedhofsanlage
Der Friedhof wurde ursprünglich bis zum Jahr 1933 angelegt für die Kriegstoten der Salonikifront des Ersten Weltkriegs. Hier wurden 1683 deutsche Kriegstote und 146 Soldaten aus den Ländern Österreich, Bulgarien, Ungarn, Rumänien, Serbien, Türkei sowie 8 albanische Staatsangehörige beigesetzt. Während des Zweiten Weltkriegs wurden etwa 50 Gefallene beigesetzt. Ab dem Jahr 2003 wurde der Friedhof wieder hergerichtet. Die Gräberfelder des Ersten Weltkriegs sind durch Symbolkreuzgruppen aus Granit gekennzeichnet. In einem noch nicht genutzten Teil werden Kriegstote des Zweiten Weltkriegs aus Mazedonien  in Einzelgräber zugebettet. Diese Gräber sind durch Grabkreuz mit Namen und Daten gekennzeichnet. Die Gräber der bulgarischen Kriegstoten wurden durch Symbolkreuzgruppen aus weißem Marmor und eine Namenstafel gekennzeichnet. An die ungarischen Soldaten erinnert eine separate Gedenktafel. Die Gräber der im Zweiten Weltkrieg Gefallenen sind digital gespeichert.

## Verständigung
Das Bulgarische Ministerium spendete weiße und rote Rosen entlang des Hauptwegs, die Stadt Prilep gestaltete den Friedhof mit Bänken und Linden und gab technische Hilfe. Bundeswehrsoldaten und -reservisten und mazedonische Soldaten und örtliche Firmen halfen bei der Instandsetzung.

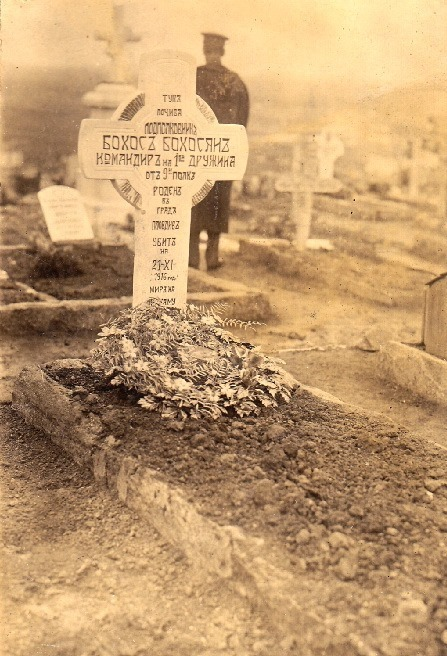
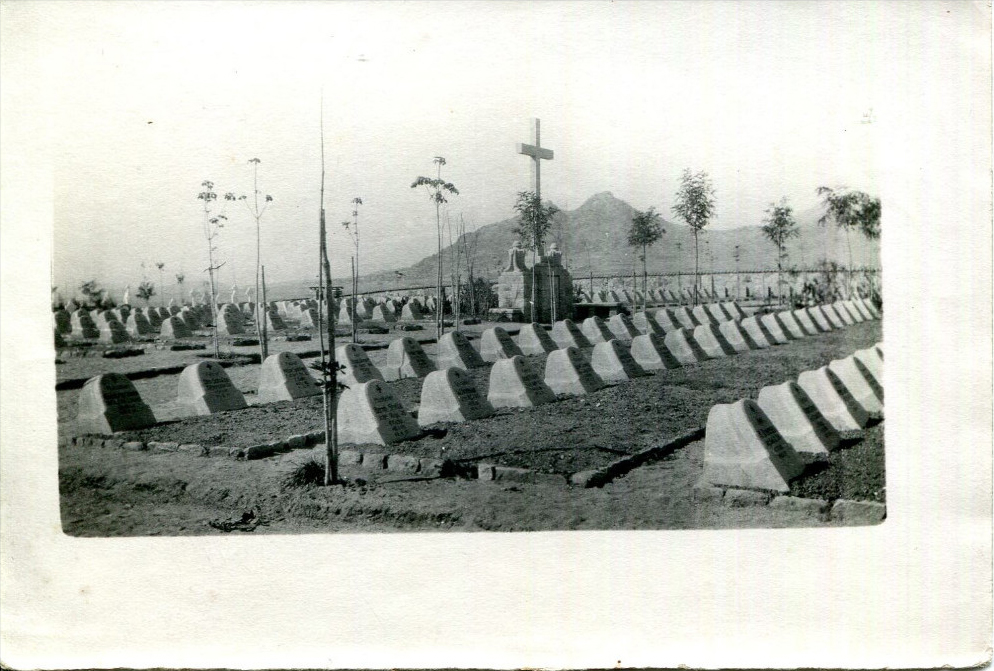
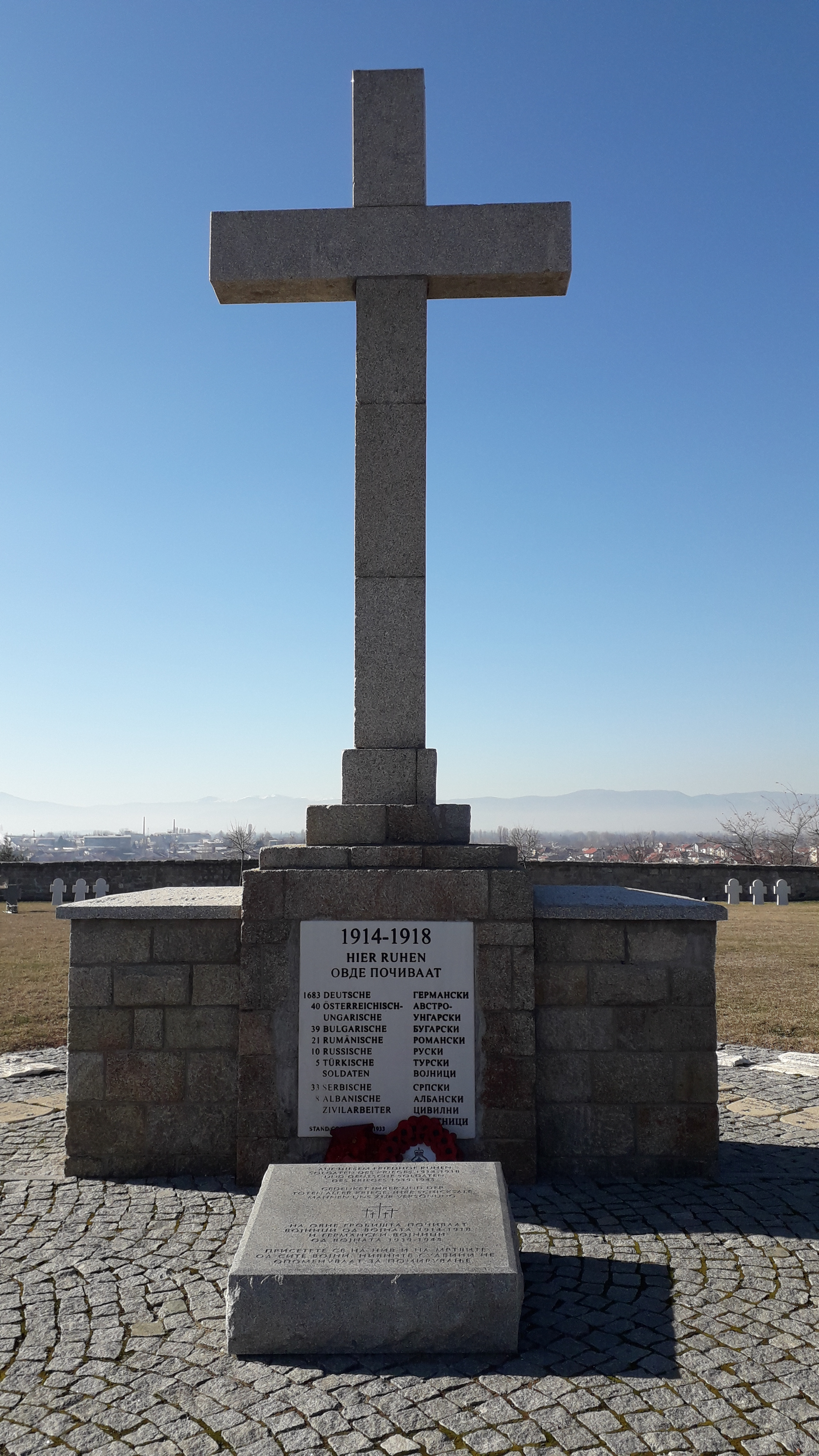